# Bacil de Hansen
Mycobacterium leprae o bacil de Hansen, és el bacteri que causa la lepra o "malaltia de Hansen". És intracel·lular i pleomòrfic, Usualment té forma de bastó, és resistent a l'acidesa i a l'alcohol, aeròbic i està remotament emparentada amb Mycobacterium tuberculosi.
Va ser el primer bacteri patogen descobert en teixits infectats; el 1874, fou descrit per G. Armauer Hansen a Noruega. Presenta una longitud entre 1 i 7 micres i un gruix entre 0,3-0,5 micres. Aquest organisme no ha pogut ser multiplicat amb èxit en un medi de cultiu artificial.
Mycobacterium leprae és sensible a les dapsones, el primer tractament efectiu descobert per a la lepra, però és resistent als antibiòtics desenvolupats posteriorment. Normalment es necessita una combinació de dapsona, rifampicina i clofazimina, que és el tractament recomanat per l'OMS.